# Peter Güssau
Peter Güssau (* 6. Mai 1938) ist ein ehemaliger deutscher Fußballspieler.

## Laufbahn
Güssau war als Verteidiger von 1957 bis 1975 für Lok Stendal aktiv. Er absolvierte 136 Spiele in der DDR-Oberliga und erzielte dabei 32 Tore. Herausragende Mitspieler in seiner Zeit bei BSG Lokomotive Stendal waren Nationalspieler wie Gerd Backhaus, Kurt Liebrecht und Ernst Lindner. Als das Team aus der Wilhelm-Helfers-Kampfbahn am 30. April 1966 in Bautzen das Finale um den FDGB-Pokal mit 0:1 Toren gegen Chemie Leipzig verlor, stand er aber nicht als Aktiver auf dem Rasen. Der vom Mittelstürmer zum Libero gewandelte Spieler absolvierte zwei B-Länderspiele und erlebte mit Stendal drei Oberligaaufstiege, aber auch vier Abstiege. Weitere Spiele absolvierte Güssau in der zweitklassigen DDR-Liga. Träger der BSG war das örtliche Reichsbahnausbesserungswerk.
Von 1975 bis 1976 wirkte er auch als Trainer von Stendal.